# Frente de Izquierda

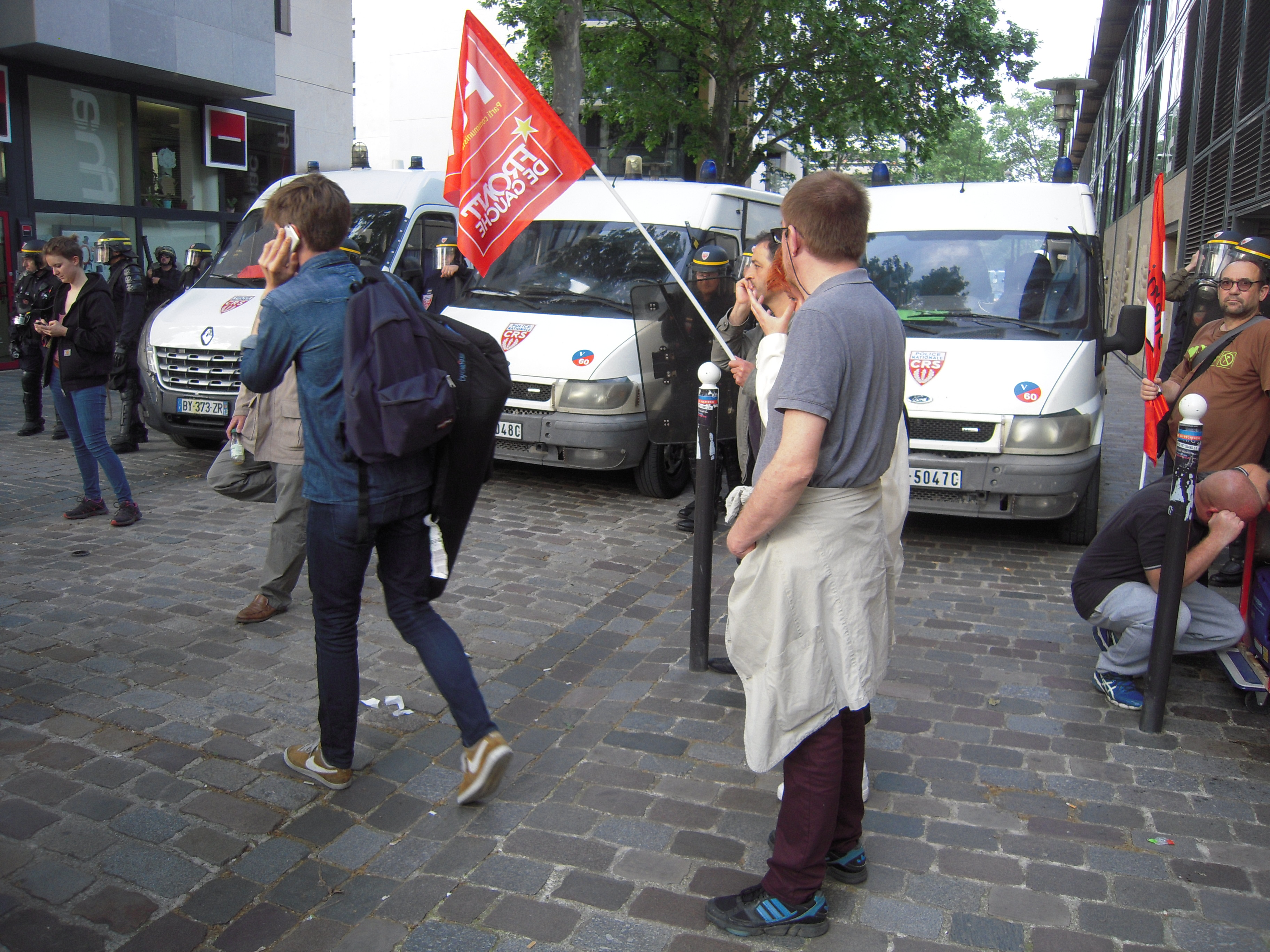
El PS organiza un encuentro sobre el progreso social.

El Frente de Izquierda (en francés: Front de Gauche, FG) es una coalición política francesa de izquierdas entre el Partido Comunista Francés y el Partido de Izquierda, entre otros. Creada inicialmente de cara a las elecciones europeas de 2009, se ha mantenido para las regionales de 2010 y las presidenciales de 2012, en las que su candidato es Jean-Luc Mélenchon.

## Conformación
En las elecciones presidenciales de Francia de 2012 está conformado por: 
- El Partido Comunista Francés.
- El Partido de Izquierda.
- Izquierda Unitaria, escisión del Nuevo Partido Anticapitalista partidaria de participar en la coalición.
- La Federación para una alternativa social y ecológica.[3]
- República y Socialismo,[4] escisión del Movimiento Republicano y Ciudadano.
- Convergencia y Alternativa, una corriente interna del Nuevo Partido Anticapitalista.
- El Partido Comunista de los Obreros de Francia.[5]